# Injection intramusculaire
 (mars 2024).
Si vous disposez d'ouvrages ou d'articles de référence ou si vous connaissez des sites web de qualité traitant du thème abordé ici, merci de compléter l'article en donnant les références utiles à sa vérifiabilité et en les liant à la section « Notes et références ».
La voie intramusculaire d'injection (IM) est utilisée en médecine pour l'administration de certains médicaments.

## Description

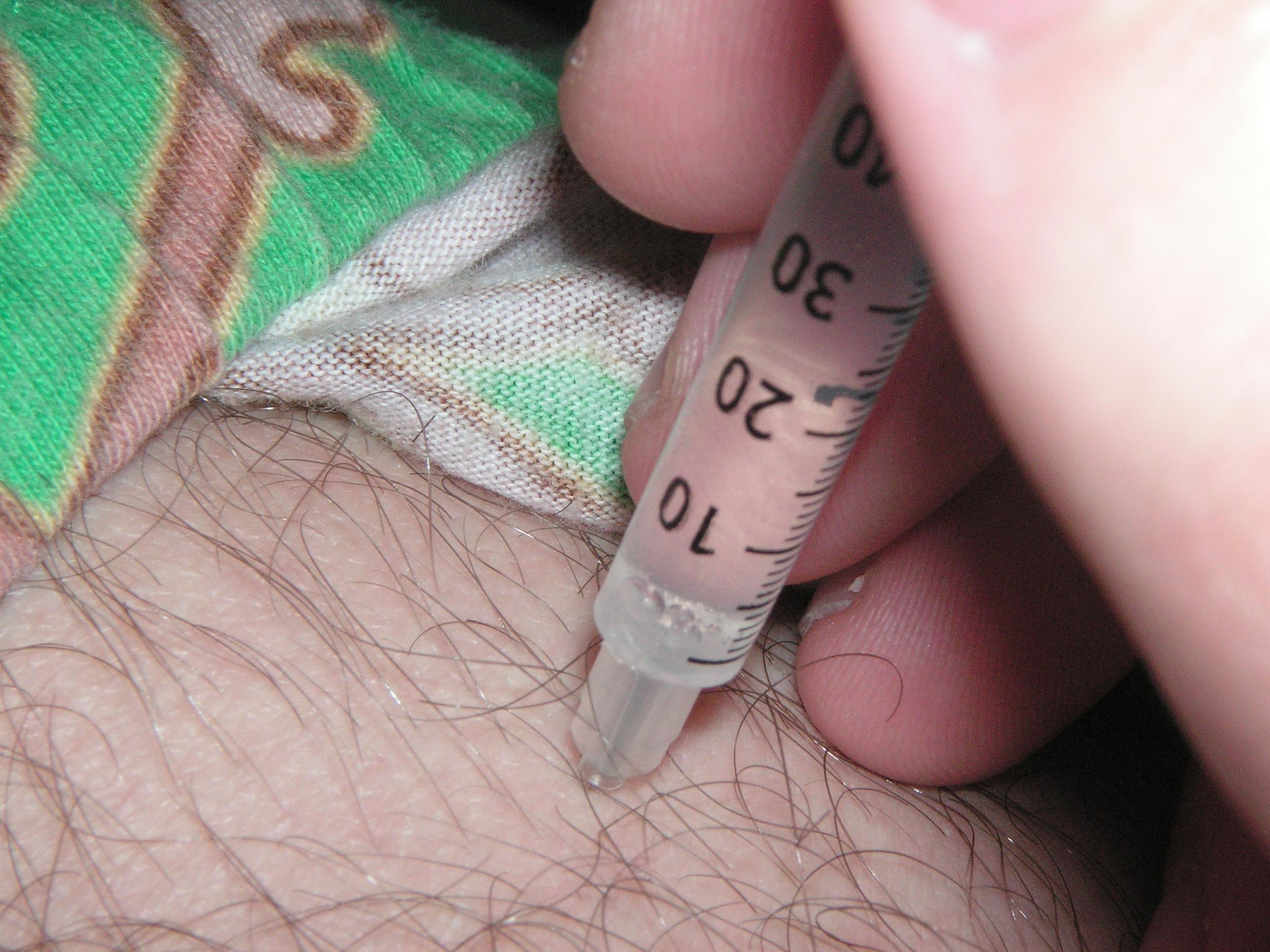
Exemple d’une injection intramusculaire.

Les sites d'injection préférentiels sont : le quadrant supéro-externe du muscle grand fessier, le deltoïde, le droit antérieur, plus rarement le quadriceps, notamment le vaste externe.
Avant l'injection, il convient d'expliquer au patient la nature du geste afin de lever d'éventuelles craintes. Une anesthésie locale topique peut être utile.
Les règles d'hygiène habituelles sont à respecter, notamment lavage des mains de l'opérateur et de la zone d'injection ; l'emploi de solutions hydroalcooliques est recommandé.
Afin de ne pas injecter accidentellement en intraveineux, l'opérateur tire légèrement sur le piston de la seringue pour vérifier l'absence de reflux avant d'injecter. En cas de reflux sanguin, l'injection est arrêtée et reprise sur un site différent.

## Emploi
La voie intramusculaire d'injection sert pour injecter des vaccins, certains antibiotiques, pour lutter contre les douleurs aiguës (colique néphrétique - colique hépatique) avec des antalgiques, et en psychiatrie pour injecter des neuroleptiques ou sédatifs, parfois sans consentement.
Le produit injecté peut être absorbé plus ou moins rapidement en fonction de ses propriétés pharmacocinétiques.
Exemples de produits pouvant être administrés par voie IM :
- la plupart des antibiotiques par voies injectable ;
- le métoclopramide ;
- la codéine ;
- certains antalgiques ;
- certains anti-inflammatoires corticoïdes ou non stéroïdoiens (AINS) ;
- la plupart des vaccins.
- en injection retard : 
  - certains neuroleptiques ;
  - les hormones ;
  - certains contraceptifs (médroxyprogestérone).

## Avantages
La vitesse de résorption est variable, mais elle est généralement très bonne (importante vascularisation des muscles). En cas de difficulté à trouver une veine, la voie intramusculaire a l'avantage d'être toujours facile à réaliser.

## Inconvénients et risques
Le muscle est un volume qui ne possède pas d'espace vide pouvant recevoir une substance supplémentaire. La quantité injectée doit donc être réduite.
Le traumatisme musculaire est susceptible de provoquer un saignement. C'est une voie contre-indiquée en cas de risque hémorragique (notamment de traitement anticoagulant oral par antivitamines K), du fait de la possibilité d'apparition d'un hématome important, parfois compressif.
L'injection intramusculaire comporte des risques peu fréquents. Elle peut ainsi entrainer une lésion d'un nerf. En cas de faute d'asepsie, il peut également se former un abcès dans le muscle.